# Lovro Bizjak
Lovro Bizjak (Šmartno ob Paki, 12 de noviembre de 1993) es un futbolista esloveno que juega en la demarcación de delantero y se encuentra sin equipo tras abandonar el P. F. C. Lokomotiv Plovdiv.

## Selección nacional
Hizo su debut con la selección de fútbol de Eslovenia el 14 de octubre de 2020 en un partido de la Liga de Naciones de la UEFA contra Moldavia que finalizó con un resultado de 0-4 a favor del combinado esloveno tras el gol de Sandi Lovrić y el triplete de Haris Vučkič.

## Clubes
| Club                         | País      | Año       | Partidos | Goles |
| ---------------------------- | --------- | --------- | -------- | ----- |
| N. K. Šmartno 1928           | Eslovenia | 2011-2013 | 38       | 13    |
| N. K. Kovinar Štore (cedido) | Eslovenia | 2013      | 3        | 0     |
| S. V. Wildon                 | Austria   | 2014      | 15       | 2     |
| N. K. Aluminij               | Eslovenia | 2014-2017 | 80       | 29    |
| N. K. Domžale                | Eslovenia | 2017-2018 | 49       | 16    |
| F. C. Ufa                    | Rusia     | 2018-2021 | 56       | 7     |
| F. C. Sheriff Tiraspol       | Moldavia  | 2021-2022 | 30       | 12    |
| N. K. Celje                  | Eslovenia | 2022-2024 | 40       | 7     |
| N. K. Kustosija              | Croacia   | 2024      | 7        | 1     |
| P. F. C. Lokomotiv Plovdiv   | Bulgaria  | 2025      | 13       | 1     |

## Palmarés

### Títulos nacionales
| Título                        | Club                   | País     | Año  |
| ----------------------------- | ---------------------- | -------- | ---- |
| División Nacional de Moldavia | F. C. Sheriff Tiraspol | Moldavia | 2021 |

### Distinciones individuales
| Distinción                                 | Año     |
| ------------------------------------------ | ------- |
| Once ideal de la Primera Liga de Eslovenia | 2017-18 |